# Корсини, Бруно Энрике
Бру́но Энри́ке Корси́ни (порт. Bruno Henrique Corsini; 21 октября 1989, Апукарана, штат Парана) — бразильский футболист, полузащитник клуба «Интернасьонал».

## Биография
Бруно Энрике — воспитанник молодёжной академии клуба «Ирати», в основном составе которого стал играть с 2008 года.
В январе 2012 года Бруно Энрике подписал контракт с «Лондриной». С этом клубом полузащитник занял третье место в чемпиона штата Парана в 2013 году, что стало лучшим результатом в сезоне для команд за пределами Куритибы.
В июле 2013 года Бруно Энрике был отдан в аренду в «Португезу» из Сан-Паулу. Уже 21 июля он дебютировал в Серии A чемпионата Бразилии в гостевом поединке против «Гояса». Его команда уступила со счётом 1:2, а сам Бруно провёл без замены весь матч. До конца года сыграл в 29 матчах Серии A, забив четыре гола, став одним из лидеров команды.
В январе 2014 года, после длительных переговоров, Бруно Энрике подписал 3-летний контракт с «Коринтиансом». 2 ноября 2014 года полузащитник забил свой первый гол за «тимау» в матче 32 тура чемпионата Бразилии против «Коритибы». Этот гол позволил вырвать ничью 2:2, поскольку был забит на пятой добавленной минуте. В 2015 году помог своей команде стать чемпионом Бразилии. В поединке Лиги Паулисты против «Новуризонтино» 10 апреля 2016 года Бруно Энрике сыграл свой сотый матч за «Коринтианс».
В 2016 году Бруно Энрике был продан «Палермо». Бразилец был игроком стартового состава и провёл 33 матча в итальянской Серии A, забив один гол. Однако по итогам сезона его команда вылетела в Серию B. Бруно Энрике покинул команду и присоединился к «Палмейрасу», с которым заключил контракт до 2020 года.
В марте 2018 года Бруно Энрике стал капитаном «Палмейраса». В 2018 году Бруно стал одним из лидеров своей команды, выигравшей очередной титул чемпионов Бразилии. Сам полузащитник попал в символические сборные чемпионата сразу по нескольким версиям (включая Prêmio Craque do Brasileirão и Серебряный мяч).

## Титулы и достижения
Командные
- Чемпион штата Сан-Паулу: 2020
- Чемпион Серии A2 штата Сан-Паулу: 2013
- Чемпион Бразилии (2): 2015, 2018
- Обладатель Кубка Либертадорес: 2020 (постфактум)

Индивидуальные
- Участник символической сборной чемпионата Бразилии (версия журнала Lance!): 2014
- Участник символической сборной чемпионата Бразилии (версия Globo и КБФ): 2018
- Участник символической сборной чемпионата Бразилии (Серебряный мяч): 2018
- Участник символической сборной чемпионата Бразилии (Трофей Меза Редонда): 2018
- Лучший игрок чемпионата Бразилии (Трофей Gazeta Esportiva): 2018